# Bucierz
Bucierz – jezioro na Pojezierzu Ińskim, na obszarze Poligonu Drawskiego. Leży na południe od Jeziora Czaplego, w pobliżu wsi Oleszno, ok. 8 km na południe od centrum Drawska Pomorskiego.
Według urzędowego spisu opracowanego przez Komisję Nazw Miejscowości i Obiektów Fizjograficznych (KNMiOF) opublikowanego przez Główny Urząd Geodezji i Kartografii (GUGiK) i udostępnionego na stronach Komisja Standaryzacji Nazw Geograficznych (KSNG) nazwa tego jeziora to Bucierz. W niektórych publikacjach i na niektórych mapach topograficznych jezioro to występuje pod nazwą Bucierz Duży.
Powierzchnia zwierciadła wody według różnych źródeł wynosi od 146,0 ha do 150,2 ha.
Zwierciadło wody położone jest na wysokości 98,2 do 98,4 m n.p.m. bądź 98,3 m n.p.m. lub 98,5 m n.p.m.. Średnia głębokość jeziora wynosi 10,6 m, natomiast głębokość maksymalna 29,1 m.
W oparciu o badania przeprowadzone w 1999 roku jezioro zaliczono do II klasy czystości.
Na południe od jeziora znajduje się największy pas taktyczny poligonu, natomiast na zachód położone jest poligonowe lotnisko wojskowe Ziemsko.
Na południowy wschód od Bucierza leży jezioro Bucierz Mały.